# Taça de Portugal de 2022–23
A Taça de Portugal de 2022–23 (também conhecida como Taça de Portugal Placard por motivos de patrocínio) foi a 83.ª edição da Taça de Portugal. Um total de 152 clubes participaram nesta edição, incluindo todas as equipas dos quatro primeiros escalões do futebol português – excluindo as equipas de reservas ou B, que não eram elegíveis – e representantes das campeonatos distritais.
A competição começou a 9 de setembro de 2022 com os jogos da primeira eliminatória envolvendo as equipas do terceiro, quarto e quinto escalões, e terminou em 4 de junho de 2023 com a final no Estádio Nacional, em Oeiras. O Porto revalidou o título conquistado na época anterior, após uma vitória por 2 a 0 sobre o Braga na final .
Dado que o Porto garantiu a qualificação para a Liga dos Campeões da UEFA de 2023–24 pela classificação na liga, a vaga do vencedor da taça na Liga Europa da UEFA de 2023–24 foi transferida para o quarto classificado na liga, o Sporting CP . Consequentemente, as equipas que ficaram em quinto e sexto lugar na liga, Arouca e Vitória de Guimarães, classificaram-se para a terceira e segunda pré-eliminatórias da UEFA Europa Conference League de 2023–24, respectivamente.

## Formato
| Eliminatória     | Equipas ainda em prova | Participam nesta eliminatória | Vencedores da eliminatória anterior | Novas entradas | Liga                                                    |
| ---------------- | ---------------------- | ----------------------------- | ----------------------------------- | -------------- | ------------------------------------------------------- |
| 1.ª Eliminatória | 152                    | 118                           | nenhum                              | 118            | Liga 3 (21) Campeonato de Portugal (54) Distritais (43) |
| 2.ª Eliminatória | 110                    | 92                            |                                     | 16             | Segunda Liga (16)                                       |
| 3.ª Eliminatória | 64                     | 64                            | 46                                  | 18             | Primeira Liga (18)                                      |
| 4.ª Eliminatória | 32                     | 32                            | 32                                  | -              | -                                                       |
| Oitavos de final | 16                     | 16                            | 16                                  | -              | -                                                       |
| Quartos de final | 8                      | 8                             | 8                                   | -              | -                                                       |
| Meias finais     | 4                      | 4                             | 4                                   | -              | -                                                       |
| Final            | 2                      | 2                             | 2                                   | -              | -                                                       |

## Calendário
Todos os sorteios foram realizados na sede da Federação Portuguesa de Futebol (FPF), em Oeiras . 
| Eliminatória     | Data do sorteio        | Data(s)                                                                    | Jogos | Equipas   | Prémio                                             |
| ---------------- | ---------------------- | -------------------------------------------------------------------------- | ----- | --------- | -------------------------------------------------- |
| 1.ª Eliminatória | 11 de agosto de 2022   | 9 a 11 de setembro de 2022                                                 | 42    | 152 → 110 | € 3.000                                            |
| 2.ª Eliminatória | 13 de setembro de 2022 | 1–2 de outubro de 2022                                                     | 46    | 110 → 64  | € 4.000                                            |
| 3.ª Eliminatória | 4 de outubro de 2022   | 14–16 de outubro de 2022                                                   | 32    | 64 → 32   | € 5.000                                            |
| 4.ª Eliminatória | 18 de outubro de 2022  | 8–10 de novembro de 2022                                                   | 16    | 32 → 16   | € 6.000                                            |
| Oitavos de final | 14 de novembro de 2022 | 10–12 de janeiro de 2023                                                   | 8     | 16 → 8    | € 9.000                                            |
| Quartos de final | 14 de novembro de 2022 | 8–9 de fevereiro de 2023                                                   | 4     | 8 → 4     | € 12.000                                           |
| Meias-finais     | 14 de novembro de 2022 | 12 e 26 de abril de 2023 (1ª mão) 25 de abril e 4 de maio de 2023 (2ª mão) | 4     | 4 → 2     | € 17.500                                           |
| Final            | 14 de novembro de 2022 | 4 de junho de 2023                                                         | 1     | 2 → 1     | € 150.000 (finalista vencido) € 300.000 (vencedor) |

1. ↑  Não inclui valores transmissões televisivas

## 1.ª Eliminatória
| I Liga  | II Liga | Liga 3  | Campeonato de Portugal | Distritais | Total     |
| ------- | ------- | ------- | ---------------------- | ---------- | --------- |
| 18 / 18 | 16 / 16 | 21 / 21 | 54 / 54                | 43 / 43    | 152 / 152 |

Um total de 118 equipas representando a Liga 3, o Campeonato de Portugal e os Campeonatos Distritais estiveram envolvidas no sorteio da 1.ª eliminatória, que foi realizado a 11 de agosto de 2022. Trinta e quatro equipas ficaram isentas e avançaram para a 2.ª eliminatória e as equipas restantes foram divididas em oito séries de acordo com a proximidade geográfica. Essas equipas foram então sorteadas dentro de cada série.
Isentas
As seguintes 34 equipas ficaram isentas de participar na 1.ª eliminatória (por sorteio):
| - Real SC (3) - Paivense (D) - Angrense (CP) - Olivais e Moscavide (D) - Silves (D) - São Martinho (CP) - Castro Daire (CP) - Vila Caíz (D) - Loures (CP) | - Olímpico Montijo (D) - Recreativa de Lamelas (D) - Machico (CP) - Académica (3) - Belenenses (3) - Atlético (CP) - Caldas (3) - Vasco da Gama Vidigueira (CP) - Coruchense (CP) | - Moura (D) - Courense (D) - Monte do Trigo (D) - Vitória de Setúbal (3) - Águeda (D) - Vigor da Mocidade (D) - Imortal (CP) - Vasco da Gama Ponta Delgada (D) | - Anadia (3) - Pevidém (CP) - Amora (3) - Vilar de Perdizes [es] (CP) - CUF Barreiro (CP) - Guarda Desportiva (CP) - 1º de Maio (D) - Rabo de Peixe (CP) |

Jogos
| 10 setembro 2022 Serie A | Bragança (CP)               | 2–1 (pro.) | (CP) Monção           | Bragança                                                                        |  |
| 15:00                    | - Silvano 100' - Rocha 117' | Relatório  | - André Ferreira 104' | Estádio: Estádio Municipal Eng.º José Luís Pinheiro Árbitro: Sara Moreira Alves |  |

| 11 setembro 2022 Serie A | Rebordelo (D) | 0–5       | (3) Montalegre                                                       | Rebordelo                                                    |  |
| 15:00                    |               | Relatório | - Lopes 24' - Dias 32' - Silva 56' - Leonardo Teixeira 76' - Pio 81' | Estádio: Campo de Jogos de Rebordelo Árbitro: Miguel Fonseca |  |

| 11 setembro 2022 Serie A | Maria da Fonte (CP) | 0–4       | (CP) Merelinense                                         | Póvoa de Lanhoso                                        |  |
| 15:00                    |                     | Relatório | - Cassama 48' (pen.) - Abreu 63' - Costa 80' - Silva 90' | Estádio: Campo dos Moínhos Novos Árbitro: Bráulio Sousa |  |

| 11 setembro 2022 Serie A | Dumiense (CP)                            | 4–1       | (CP) Brito   | Dume                                                |  |
| 15:00                    | - Silveira 21', 48', 62' - Rodrigues 58' | Relatório | - Soares 28' | Estádio: Campo Celestino Lobo Árbitro: Pedro Vieira |  |

| 11 setembro 2022 Serie A | Länk Vilaverdense (3)                 | 3–1       | (D) Atlético dos Arcos | Vila Verde                                              |  |
| 15:00                    | - Cerqueira 14' - Rios 82' - Dias 88' | Relatório | - Silva 50'            | Estádio: Campo Cruz do Reguengo Árbitro: Pedro Ferreira |  |

| 11 setembro 2022 Serie A | Vinhais (5)                             | 0–4       | (4) Vianense | Vinhais                                                        |  |
| 15:00                    | - Pimenta 6' 11' (pen.) 20' - Silva 90' | Relatório |              | Estádio: Estádio Municipal de Vinhais Árbitro: Dylan Fernandes |  |

| 11 setembro 2022 Serie B | Camacha (CP)         | 1–0       | (CP) Amarante | Camacha                                                                   |  |
| 15:00                    | - Vieira 53' (pen.)} | Relatório |               | Estádio: Complexo Desportivo da Camacha Árbitro: Diogo Ferreira Gonçalves |  |

| 11 setembro 2022 Serie B | Fafe (3)                                               | 5–0       | (CP) Ribeira Brava | Fafe                                                      |  |
| 15:00                    | - Silva 9' - Coelho 33', 84' - Matos 70' - Ribeiro 87' | Relatório |                    | Estádio: Estádio Municipal de Fafe Árbitro: Márcio Torres |  |

| 11 setembro 2022 Serie B | Santa Eulália (D) | 0–1 (pro.) | (CP) Tirsense      | Vizela                                                         |  |
| 15:00                    |                   | Relatório  | - Souza 98' (pen.) | Estádio: Campo de Jogos CCD Santa Eulália Árbitro: Fábio Nunes |  |

| 11 setembro 2022 Serie B | Freamunde (D)              | 2–3       | (D) Joane                                    | Freamunde                                            |  |
| 15:00                    | - Polo 31' - Gonçalves 52' | Relatório | - Silva 1' (pen.) - Azevedo 9' - Fonseca 82' | Estádio: Campo do SC Freamunde Árbitro: Daniel Pinto |  |

| 11 setembro 2022 Serie B | Varzim (3)         | 2–1 (pro.) | (CP) Vila Meã | Fão                                                                        |  |
| 16:00                    | - Tovar 114', 119' | Relatório  | - Sanches 94' | Estádio: Complexo Desportivo Clube de Futebol de Fão Árbitro: Filipa Cunha |  |

| 11 setembro 2022 Serie B | Felgueiras (3)                                                 | 5–2       | (D) Mondinense             | Felgueiras                                                  |  |
| 20:00                    | - Lemos 11', 47' - Namora 58' - Junior 75' (pen.) - Santos 78' | Relatório | - Queirós 36' - Lukman 73' | Estádio: Estádio Dr. Machado de Matos Árbitro: Tiago Mendes |  |

| 10 setembro 2022 Serie C | Valadares Gaia (CP)                                                           | 5–2       | (CP) Salgueiros             | Madalena                                                              |  |
| 11:00                    | - Cícero 3' (o.g.) - Sancho 10' - F. Junior 28' - Cardoso 56' - P. Junior 67' | Relatório | - Mendonça 43' - Cícero 51' | Estádio: Complexo Desportivo de Valadares Árbitro: Francisco Coutinho |  |

| 11 setembro 2022 Serie C | Gondomar (CP)       | 1–0       | (CP) Rebordosa | Gondomar                                            |  |
| 11:00                    | - Mohamed Leite 84' | Relatório |                | Estádio: Estádio de São Miguel Árbitro: Daniel Vale |  |

| 11 setembro 2022 Serie C | Canelas 2010 (3)                   | 2–0       | (D) Régua | Canelas                                                              |  |
| 15:00                    | - Silva 20' - Agostinho 72' (pen.) | Relatório |           | Estádio: Estádio Clube Futebol Canelas 2010 Árbitro: Carlos Teixeira |  |

| 11 setembro 2022 Serie C | Leça (CP)          | 1–2 (pro.) | (CP) Resende             | Leça da Palmeira                                  |  |
| 15:00                    | - Lucas 56' (pen.) | Relatório  | - Mendes 90' - Jesus 99' | Estádio: Estádio do Leça FC Árbitro: Miguel Silva |  |

| 11 setembro 2022 Serie C | Alpendorada (CP) | 0–1       | (3) Paredes          | Alpendorada                                                   |  |
| 15:00                    |                  | Relatório | - Correia 45' (pen.) | Estádio: Estádio Municipal de Alpendorada Árbitro: André Neto |  |

| 11 setembro 2022 Serie D | Os Marialvas [en] (D)                | 3–1       | (D) Vila Cortez [es]  | Cantanhede                                                  |  |
| 15:00                    | - Soares 48' - Rua 52' - Miranda 90' | Relatório | - Carvalho 27' (o.g.) | Estádio: Complexo Desportivo Cantanhede Árbitro: Rui Inácio |  |

| 11 setembro 2022 Serie D | Lusitano Vildemoinhos [en] (D) | 0–3       | (3) Sanjoanense                             | Vildemoinhos                                |  |
| 15:00                    |                                | Relatório | - Silva 12' - Almeida 45' (o.g.) - Meek 88' | Estádio: Trambelos Árbitro: Antônio Moreira |  |

| 11 setembro 2022 Serie D | Mêda (D) | 0–6       | (CP) Beira-Mar                                         | Mêda                                                                   |  |
| 15:00                    |          | Relatório | - Santiago 8', 42' - 69' - Silva 82', 89' - Duarte 90' | Estádio: Estádio Dr. Augusto César de Carvalho Árbitro: Daniel Vicente |  |

| 11 setembro 2022 Serie D | São João de Ver (3)                                                         | 7–1       | (CP) Mortágua | São João de Ver                                               |  |
| 15:00                    | - Cá 42' - Ferreira 45' - Pereira 46' - Monteiro 51', 60', 90' - Tardio 67' | Relatório | - Duarte 77'  | Estádio: Estádio Clube São João de Ver Árbitro: João Carvalho |  |

| 11 setembro 2022 Serie D | Oliveira do Hospital (3) | 1–0 (pro.) | (CP) Lusitânia Lourosa | Oliveira do Hospital                                |  |
| 16:45                    | - Tavares 92' (o.g.)     | Relatório  |                        | Estádio: Estádio Municipal Tábua Árbitro: Rui Silva |  |

| 11 setembro 2022 Serie E | Benfica Castelo Branco (CP)                                                        | 8–0       | (D) Águias do Moradal | Castelo Branco                                                 |  |
| 15:00                    | - Nhaga 1', 7' - Santos 17' - Alves 45' (pen.), 57' - Gaspar 61', 80' - Afonso 76' | Relatório |                       | Estádio: Estádio Municipal Castelo Branco Árbitro: Luis Filipe |  |

| 11 setembro 2022 Serie E | Marinhense (CP)     | 1–2       | (CP) Idanhense           | Marinha Grande                                              |  |
| 17:00                    | - Miguel Velosa 53' | Relatório | - Carlos Semedo 54', 80' | Estádio: Municipal da Marinha Grande Árbitro: João Carvalho |  |

| 11 setembro 2022 Serie E | Alcains (CP) | 0–1       | (CP) Sertanense | Alcains                                                     |  |
| 15:00                    |              | Relatório | - Fortunato 44' | Estádio: Estádio Trigueiros do Aragão Árbitro: Paulo Raposo |  |

| 11 setembro 2022 Serie E | União da Serra (CP)                                             | 5–1       | (D) Pedrógão de São Pedro | Santa Catarina da Serra                        |  |
| 15:00                    | - Pereira 31', 38' (pen.) - Marques 41' - D. Gonçalves 69', 90' | Relatório | - R. Gonçalves 58'        | Estádio: Campo da Portela Árbitro: João Santos |  |

| 11 setembro 2022 Serie E | Marinhense (CP) | 0–1       | (3) União de Leiria | Marinha Grande                              |  |
| 15:00                    |                 | Relatório | - Antunes 25'       | Estádio: Campo Portela Árbitro: João Mendes |  |

| 11 setembro 2022 Serie E | Pombal (D)  | 1–1 (pro.) (3–0 pen.) | (D) União Tomar | Pombal                                                    |  |
| 15:00                    | - Júlio 90' | Relatório             | - Silva 20'     | Estádio: Estádio Municipal de Pombal Árbitro: Luís Máximo |  |

| 9 setembro 2022 Serie F | Alverca (3)               | 2–0       | (CP) Rio Maior | Alverca do Ribatejo                                             |  |
| 16:45                   | - Barros 31' - Campos 76' | Relatório |                | Estádio: Complexo Desportivo FC Alverca Árbitro: Paulo Barradas |  |

| 11 setembro 2022 Serie F | União de Santarém (CP) | 1–0       | (D) Os Gavionenses | Santarém                                              |  |
| 15:00                    | - Cardoso 15'          | Relatório |                    | Estádio: Campo Chã Das Padeiras Árbitro: André Mendes |  |

| 11 setembro 2022 Serie F | Pêro Pinheiro (CP)                                                           | 7–1       | (D) Portomosense | Sintra                                                           |  |
| 15                       | - Anjos 13' - Bastos 37' - Lamas 40' (pen.), 63' - Zago 64', 82' - Pinto 78' | Relatório | - Gregório 4'    | Estádio: Parque de Jogos Pardal Monteiro Árbitro: David Salvador |  |

| 11 setembro 2022 Serie F | Sport Arronches e Benfica [en] (CP) | 2–0       | (D) Mosteirense | Arronches                                                     |  |
| 15:00                    | - Sá 30' - Gomes 80'                | Relatório |                 | Estádio: Estádio Municipal de Arronches Árbitro: Hélder Nunes |  |

| 11 setembro 2022 Serie F | Sintrense (D)   | 1–0       | (D) Fazendense [en] | Sintra                                                           |  |
| 15:00                    | - Rodrigues 52' | Relatório |                     | Estádio: Estadio do Sport União Sintrense Árbitro: André Vasques |  |

| 9 setembro 2022 Serie G | Lusitânia (D)            | 2–3 (pro.) | (CP) Praiense                               | Angra do Heroísmo                                  |  |
| 19:00                   | - Marquez 2' - Araúz 84' | Relatório  | - Lara 69' - Cláudio 82' - Supunpasuch 109' | Estádio: Estádio João Paulo II Árbitro: João Matos |  |

| 11 setembro 2022 Serie G | Oriental (D) | 1–0       | (D) Madalena | Lisboa                                                        |  |
| 15:00                    | - Baessa 72' | Relatório |              | Estádio: Estádio Engenheiro Carlos Salema Árbitro: José Jesus |  |

| 11 setembro 2022 Serie G | Lajense (D)                           | 3–2       | (D) São Roque               | Praia da Vitória                                                     |  |
| 15:00                    | - Martins 2' - Queirós 36' - Melo 84' | Relatório | - Costa 13' - Rodrigues 82' | Estádio: Campo Municipal Manuel Linhares Lima Árbitro: Filipe Mestre |  |

| 11 setembro 2022 Serie G | Oriental Dragon (CP)       | 2–1 (pro.) | (CP) 1º Dezembro | Moita                                               |  |
| 15:00                    | - Águas 10' - Furtado 118' | Relatório  | - Costa 35'      | Estádio: Campo Santos Jorge Árbitro: Eduardo Brites |  |

| 11 setembro 2022 Serie G | Lusitano Évora (CP) | 0–2       | (3) Fontinhas                | Évora                                          |  |
| 15:00                    |                     | Relatório | - Doukoure 63' - Almeida 66' | Estádio: Campo Estrela Árbitro: José Rodrigues |  |

| 10 setembro 2022 Serie H | Esperança de Lagos (CP)        | 2–0       | (D) Comércio e Indústria | Lagos                                                      |  |
| 20:00                    | - Duarte 34' (pen.) - Tomé 59' | Relatório |                          | Estádio: Estádio Municipal de Lagos Árbitro: Sandra Bastos |  |

| 11 setembro 2022 Serie H | Atlético Reguengos (D)    | 2–5       | (CP) Olhanense                                                                | Reguengos de Monsaraz                                  |  |
| 15:00                    | - Elias 59' - Ramalho 90' | Relatório | - Barataud 29' - Pires 52' - Amessan 69' (pen.) - Loureiro 79' - Próspero 82' | Estádio: Campo Virgilio Durão Árbitro: Teresa Oliveira |  |

| 11 setembro 2022 Serie H | Serpa (4)                              | 3–0       | (4) Castrense | Serpa                                                           |  |
| 15:00                    | - Seco 8' - Conceição 56' - Ganhão 74' | Relatório |               | Estádio: Complexo Desportivo Manuel Baião Árbitro: Pedro Afonso |  |

| 11 setembro 2022 Serie H | Juventude de Évora (CP)               | 3–0       | (3) Moncarapachense | Évora                                                     |  |
| 15:00                    | - Batista 13' - Lima 74' - Semedo 84' | Relatório |                     | Estádio: Estádio Sanches de Miranda Árbitro: Sérgio Jesus |  |

| 11 setembro 2022 Serie H | Ferreiras (CP)               | 2–0       | (D) Culatrense | Ferreiras                                        |  |
| 16:00                    | - Barbosa 9' - Rodrigues 32' | Relatório |                | Estádio: Estádio da Nora Árbitro: André Baltasar |  |

1. ↑  Equipas de reservas não podem participar na Taça. Por essa razão Benfica B e Porto B, da Segunda Liga; Braga B, Sporting CP B e Vitória de Guimarães B, da Liga 3; Marítimo B e Pedras Salgadas (equipa satélite do Chaves) do Campeonato de Portugal, não participaram na competição.

## 2.ª Eliminatória
Um total de 92 equipas participaram no sorteio da 2.ª eliminatória, realizado a 13 de setembro de 2022. As 16 equipas da Segunda Liga juntaram-se aos 42 vencedores da 1.ª eliminatória e às 34 equipas que ficaram isentas. Por imposição dos regulamentos, todas as equipas da Segunda Liga disputaram esta eliminatória na condição de visitantes, contra equipas de escalão inferior.
| I Liga  | II Liga | Liga 3  | Campeonato de Portugal | Distritais | Total     |
| ------- | ------- | ------- | ---------------------- | ---------- | --------- |
| 18 / 18 | 16 / 16 | 20 / 21 | 38 / 54                | 18 / 43    | 110 / 152 |

| 1 outubro 2022 | Benfica Castelo Branco (3) | 0–1       | (2) Farense | Castelo Branco                                                    |  |
| 11:00          |                            | Relatório | - Costa 20' | Estádio: Estádio Municipal Castelo Branco Árbitro: João Gonçalves |  |

| 1 outubro 2022 | Lajense (D)   | 1–3       | (2) Moreirense                        | Praia da Vitória                                                         |  |
| 14:00          | - Queiros 27' | Relatório | - Chagas 11' - Pacheco 15' - Alan 65' | Estádio: Campo Municipal Manuel Linhares Lima Árbitro: Anzhony Rodrigues |  |

| 1 outubro 2022 | Varzim (3)   | 1–0       | (2) Feirense | Cidade da Maia                                                                |  |
| 14:00          | - Santos 90' | Relatório |              | Estádio: Estádio Municipal Dr. José Vieira de Carvalho Árbitro: Carlos Macedo |  |

| 1 outubro 2022 | Joane (3) | 0–3       | (2) B-SAD                           | Joane                                                  |  |
| 15:00          |           | Relatório | - Kikas 20' (pen.), 66' - Lopes 35' | Estádio: Estádio de Barreiros Árbitro: Manuel Oliveira |  |

| 1 outubro 2022 | Vasco da Gama Vidigueira (CP) | 0–5       | (2) Leixões                                                 | Vidigueira                                                      |  |
| 15:00          |                               | Relatório | - Ćalasan 39', 64' - Morais 42' - Freitas 66' - Eduardo 81' | Estádio: Estádio Municipal De Vidigueira Árbitro: Pedro Ramalho |  |

| 1 outubro 2022 | Sanjoanense (3)                        | 3–1       | (D) Os Marialvas   | São João da Madeira                                   |  |
| 15:00          | - Rebelo 14' - Manga 18' - Barbosa 45' | Relatório | - Manga 77' (o.g.) | Estádio: Estádio Conde Dias Garcia Árbitro: Rui Silva |  |

| 1 outubro 2022 | 1º de Maio (D) | 0–8       | (CP) Serpa                                                                                        | Viseu                                      |  |
| 15:00          |                | Relatório | - Cruz 2' - Tounkara 26' - Serrão 32' - Castillo 73', 90' - Delgado 75' - Marques 78' - Maior 80' | Estádio: Campo 1º Maio Árbitro: Joao Costa |  |

| 1 outubro 2022 | Oliveira do Hospital (CP) | 1–1 (pro.) (4–1 pen.) | (2) Estrela da Amadora | Oliveira do Hospital                                  |  |
| 15:00          | - Daniel 66'              | Relatório             | - Salomão 90'          | Estádio: Estádio Municipal Tábua Árbitro: Manuel Mota |  |

| 1 outubro 2022 | Águeda (D) | 0–1       | (CP) Pevidém | Águeda                                                 |  |
| 15:00          |            | Relatório | - Okwara 90' | Estádio: Estádio Municipal de Águeda Árbitro: Tiago Sá |  |

| 1 outubro 2022 | União de Leiria (3) | 0–1       | (3) Montalegre        | Rio Maior                                                       |  |
| 15:00          |                     | Relatório | - Teixeira 34' (pen.) | Estádio: Estádio Municipal de Rio Maior Árbitro: José Rodrigues |  |

| 1 outubro 2022 | Arronches (CP) | 0–2       | (CP) Vianense             | Arronches                                                   |  |
| 16:00          |                | Relatório | - Ribeiro 39' - Silva 90' | Estádio: Estádio Municipal Arronches Árbitro: Flávio Duarte |  |

| 1 outubro 2022 | Belenenses (3)                     | 3–1       | (2) Torreense | Lisboa                                            |  |
| 16:45          | - Tavares 44', 89' - Fernandes 76' | Relatório | - Vieira 2'   | Estádio: Estádio do Restelo Árbitro: Nuno Almeida |  |

| 2 outubro 2022 | São João de Ver (3)                                 | 3–0       | (CP) Esperança de Lagos | São João de Ver                                                |  |
| 11:00          | - Cá 38' (pen.) - Poulson 56' (pen.) - Monteiro 76' | Relatório |                         | Estádio: Estádio Clube São João de Ver Árbitro: Pedro Ferreira |  |

| 2 outubro 2022 | Recreativa de Lamelas (D) | 0–0 (pro.) (5–6 pen.) | (CP) Camacha | Castro Daire                                                   |  |
| 11:00          |                           | Relatório             |              | Estádio: Complexo Desportivo Castro Daire Árbitro: Paulo Silva |  |

| 2 outubro 2022 | Gondomar (CP)             | 2–3 (pro.) | (2) Penafiel                              | Gondomar                                                  |  |
| 11:00          | - Silva 45' - Agbaoye 78' | Relatório  | - Fortes 53' - Oliveira 90' - Rodrigo 94' | Estádio: Estádio de São Miguel Árbitro: Bruno Pires Costa |  |

| 2 outubro 2022 | Santarém (CP) | 0–1       | (2) Mafra     | Santarém                                             |  |
| 14:00          |               | Relatório | - Goulart 57' | Estádio: Campo Chã Das Padeiras Árbitro: David Silva |  |

| 2 outubro 2022 | Oriental (D)   | 1–1 (pro.) (5–4 pen.) | (3) Paredes   | Lisboa                                                         |  |
| 15:00          | - Fernandes 5' | Relatório             | - Correia 49' | Estádio: Estádio Engenheiro Carlos Salema Árbitro: José Gorjão |  |

| 2 outubro 2022 | Resende (CP)  | 1–2       | (3) Felgueiras               | Resende                                                     |  |
| 15:00          | - Edelino 77' | Relatório | - Peixoto 55' - Ferreira 83' | Estádio: Estádio Municipal de Fornelos Árbitro: Tiago Neves |  |

| 2 outubro 2022 | Pombal (D)                | 2–0       | (D) Vigor da Mocidade | Pombal                                                      |  |
| 15:00          | - Paranhos 45' - Rosa 61' | Relatório |                       | Estádio: Estádio Municipal de Pombal Árbitro: Rúben Cardoso |  |

| 2 outubro 2022 | Machico (CP) | 1–1 (pro.) (4–3 pen.) | (3) Alverca   | Machico                                                      |  |
| 15:00          | - Câmara 85' | Relatório             | - Brandão 34' | Estádio: Estádio Municipal de Machico Árbitro: Sérgio Guelho |  |

| 2 outubro 2022 | Sertanense (CP)                                | 3–0       | (CP) Castro Daire [en] | Sertã                                                        |  |
| 15:00          | - Karamoko 9' (pen.) - Santos 66' - Victor 81' | Relatório |                        | Estádio: Campo Dr. Marques Santos Árbitro: Henrique Caldeira |  |

| 2 outubro 2022 | Fafe (3)     | 1–2       | (3) Anadia          | Fafe                                                                |  |
| 15:00          | - Ribeiro 6' | Relatório | - Lourenço 37', 60' | Estádio: Parque Municipal dos Desportos de Fafe Árbitro: Marco Cruz |  |

| 2 outubro 2022 | Silves (D)                             | 3–5 (pro.) | (D) Courense                                                        | Silves                                                       |  |
| 15:00          | - Gomes 38' - Santos 43' - Martins 78' | Relatório  | - Araújo 47' - Barbosa 65' (pen.), 81' - Nogueira 104' - Kakou 118' | Estádio: Estádio Dr. Francisco Vieira Árbitro: Gonçalo Nunes |  |

| 2 outubro 2022 | Moura (D) | 0–5       | (CP) Dumiense                                              | Moura                                                            |  |
| 15:00          |           | Relatório | - Oliveira 16' - Rego 64' - Silveira 67' - Araújo 79', 90' | Estádio: Estádio do Moura Atlético Clube Árbitro: Daniel Martins |  |

| 2 outubro 2022 | Bragança (CP)      | 1–0       | (D) Olímpico Montijo | Bragança                                                                       |  |
| 15:00          | - Nshimirimana 90' | Relatório |                      | Estádio: Estádio Municipal Eng.º José Luís Pinheiro Árbitro: Fernando Ferreira |  |

| 2 outubro 2022 | Vila Caíz (D) | 1–3 (pro.) | (3) Amora                                     | Amarante                                                 |  |
| 15:00          | 20'           | Relatório  | - Rodriguez 50' - Monteiro 100' - Vieira 111' | Estádio: Estádio Municipal de Amarante Árbitro: Rui Lima |  |

| 2 outubro 2022 | Oriental Dragon (CP) | 0–2       | (3) Canelas 2010               | Moita                                              |  |
| 15:00          |                      | Relatório | - Agostinho 55' - Monteiro 59' | Estádio: Campo Santos Jorge Árbitro: Bruno Rebocho |  |

| 2 outubro 2022 | CUF Barreiro (CP)                       | 2–6       | (2) Académico de Viseu                                            | Barreiro                                                                |  |
| 15:00          | - Andrade 25' (pen.) - Esguedelhado 37' | Relatório | - Clóvis 7' - Ott 20', 22' - Toro 45' - Almeida 60' - Quizera 82' | Estádio: Complexo Desportivo Alfredo da Silva Árbitro: Ricardo Baixinho |  |

| 2 outubro 2022 | União da Serra (CP) | 0–4       | (2) Oliveirense                                 | Santa Catarina da Serra                       |  |
| 15:00          |                     | Relatório | - Pedro 6' - Bastos 17' - Reis 35' - Michel 43' | Estádio: Campo da Portela Árbitro: João Pinho |  |

| 2 outubro 2022 | Juventude Évora (CP)       | 2–3 (pro.) | (2) Vilafranquense                              | Évora                                                        |  |
| 15:00          | - Pinto 55' - Delgado 111' | Relatório  | - Belkheir 35' (pen.) - Nenê 94' - Sangaré 101' | Estádio: Estádio Sanches de Miranda Árbitro: Hélder Carvalho |  |

| 2 outubro 2022 | Coruchense (CP) | 0–2       | (2) Trofense           | Coruche                                                     |  |
| 15:00          |                 | Relatório | - Okitokandjo 20', 53' | Estádio: Estádio Municipal José Peseiro Árbitro: Diogo Rosa |  |

| 2 outubro 2022 | Loures (CP) | 0–3       | (CP) Beira-Mar                                  | Loures                                                       |  |
| 15:00          |             | Relatório | - Duarte 4' - Santiago 11' (pen.) - Machado 48' | Estádio: Campo José da Silva Faria Árbitro: Gonçalo Teixeira |  |

| 2 outubro 2022 | Olhanense (CP) | 1–0       | (D) Monte do Trigo | Olhão                                                     |  |
| 15:00          | - Aubourg 51'  | Relatório |                    | Estádio: Estádio Municipal de Olhão Árbitro: Miguel Silva |  |

| 2 outubro 2022 | Sintrense (CP)                  | 2–3 (pro.) | (3) Real SC                                         | Sintra                                                                |  |
| 15:00          | - Antunes 29' - Elói 42' (pen.) | Relatório  | - Barbeiro 31' - Henriques 90' - Soares 111' (pen.) | Estádio: Parque de Jogos do Sport União Sintrense Árbitro: João Pinto |  |

| 2 outubro 2022 | Vitória de Setúbal (3)                         | 4–0       | (CP) Vilar de Perdizes [es] | Setúbal                                           |  |
| 15:00          | - Fragozo 33', 67' - Varela 48' - Oliveira 64' | Relatório |                             | Estádio: Estádio do Bonfim Árbitro: Gonçalo Neves |  |

| 2 outubro 2022 | Merelinense (CP)                                  | 3–4 (pro.) | (CP) Rabo de Peixe                                           | Braga                                                    |  |
| 15:00          | - Samate 11' - Cassama 18' - Rodriguez 83' (o.g.) | Relatório  | - Rodriguez 21' - Tavares 24' - Benevides 27' - Medeiros 97' | Estádio: Estádio João Soares Vieira Árbitro: Fábio Costa |  |

| 2 outubro 2022 | Valadares Gaia (CP)     | 2–0       | (D) Olivais e Moscavide | Valadares                                                        |  |
| 15:00          | - Claro 5' - Vieira 45' | Relatório |                         | Estádio: Complexo Desportivo de Valadares Árbitro: Rúben Martins |  |

| 2 outubro 2022 | São Martinho (CP)                 | 3–3 (pro.) (4–3 pen.) | (CP) Guarda Desportiva                   | São Martinho do Campo                                                         |  |
| 15:00          | - Carvalho 6' - Martins 74', 119' | Relatório             | - Maquiesse 20' - Duque 56' - Garcia 95' | Estádio: Campo Comendador Abílio Ferreira De Oliveira Árbitro: Hugo Cerqueira |  |

| 2 outubro 2022 | Länk Vilaverdense (3)                      | 2–1 (pro.) | (CP) Atlético | Vila Verde                                                 |  |
| 15:00          | - Seguro 8' (o.g.) - Cerqueira 117' (pen.) | Relatório  | - Rosário 18' | Estádio: Campo Cruz do Reguengo Árbitro: Humberto Teixeira |  |

| 2 outubro 2022 | Pêro Pinheiro (CP)      | 2–1       | (CP) Ferreiras  | Sintra                                                           |  |
| 15:00          | - Pinto 48' - Lamas 80' | Relatório | - Rodrigues 52' | Estádio: Parque de Jogos Pardal Monteiro Árbitro: Jorge Carreira |  |

| 2 outubro 2022 | Paivense (D)  | 1–2       | (CP) Tirsense            | Castelo de Paiva                                               |  |
| 15:00          | - Cândido 18' | Relatório | - Souza 5' - Martins 86' | Estádio: Campo Municipal Da Boavista Árbitro: Hélder Gonçalves |  |

| 2 outubro 2022 | Vasco da Gama Ponta Delgada (D) | 0–1       | (CP) Imortal   | Vila da Povoação                                           |  |
| 15:00          |                                 | Relatório | - Domingues 3' | Estádio: Campo Municipal Povoação Árbitro: Ricardo Carrico |  |

| 2 outubro 2022 | Fontinhas (3)                                            | 5–0       | (CP) Praiense | São Bento                                          |  |
| 15:00          | - Doukoure 22' - Cruz 45', 88' - Graça 64' - Freitas 85' | Relatório |               | Estádio: Estádio João Paulo II Árbitro: Rui Soares |  |

| 2 outubro 2022 | Angrense (CP) | 0–2       | (2) Nacional              | Angra do Heroísmo                                                  |  |
| 16:00          |               | Relatório | - Daniel 35' - Manuel 57' | Estádio: Campo Municipal Angra do Heroísmo Árbitro: Iancu Vasilica |  |

| 2 outubro 2022 | Caldas (3)                     | 3–0       | (2) Sp. Covilhã | Caldas da Rainha                             |  |
| 17:00          | - Silva 13' - Marques 86', 90' | Relatório |                 | Estádio: Campo da Mata Árbitro: Bruno Vieira |  |

| 2 outubro 2022 | Académica (3)          | 1–1 (pro.) (2–4 pen.) | (2) Tondela   | Coimbra                                                     |  |
| 20:00          | - dos Anjos 55' (o.g.) | Relatório             | - Arcanjo 37' | Estádio: Estádio Cidade de Coimbra Árbitro: Miguel Nogueira |  |

## 3.ª eliminatória
Um total de 64 equipas participaram no sorteio da 3.ª eliminatória, realizado a 4 de outubro de 2022. As 18 equipas da Primeira Liga juntaram-se aos 46 vencedores da eliminatória anterior. Por imposição dos regulamentos, todas as equipas da Primeira Liga disputaram esta eliminatória na condição de visitantes, contra equipas de escalão inferior.
| I Liga  | II Liga | Liga 3  | Campeonato de Portugal | Distritais | Total    |
| ------- | ------- | ------- | ---------------------- | ---------- | -------- |
| 18 / 18 | 12 / 16 | 15 / 21 | 16 / 54                | 3 / 43     | 64 / 154 |

| 14 outubro 2022 | Olhanense (CP) | 0–2       | (2) B-SAD                   | Olhão                                                |  |
| 15:00           |                | Relatório | - Jefferson 14' - Lopes 52' | Estádio: Estádio José Arcanjo Árbitro: Pedro Ramalho |  |

| 14 outubro 2022 | Moreirense (2)                                 | 3–0       | (2) Vilafranquense | Moreira de Cónegos                                                                  |  |
| 15:30           | - Kodisang 15' - Amador 30' - Gomes 51' (pen.) | Relatório |                    | Estádio: Parque de Jogos Comendador Joaquim de Almeida Freitas Árbitro: David Silva |  |

| 14 outubro 2022 | Amora (3)                | 2–3       | (1) Estoril                              | Amora                                                                            |  |
| 20:45           | - Vieira 14' - Duque 90' | Relatório | - Carvalho 57' - Siliki 63' - Erison 82' | Estádio: Complexo Municipal de Atletismo Carla Sacramento Árbitro: Antônio Nobre |  |

| 15 outubro 2022 | Nacional (2)                            | 3–1 (pro.) | (2) Oliveirense | Funchal                                          |  |
| 11:00           | - Witi 14' - Dudu 108' - Danilović 113' | Relatório  | - Borges 81'    | Estádio: Estádio da Madeira Árbitro: Flávio Lima |  |

| 15 outubro 2022 | Fontinhas (3) | 0–2       | (1) Arouca                  | Angra do Heroísmo                                       |  |
| 11:00           |               | Relatório | - Dabbagh 10' - Marques 79' | Estádio: Estádio João Paulo II Árbitro: Hélder Carvalho |  |

| 15 outubro 2022 | Sanjoanense (3)                           | 3–2 (pro.) | (3) Belenenses                             | São João da Madeira                                    |  |
| 15:00           | - Barbosa 81' - Benedict 95' - Silva 112' | Relatório  | - Correia 45' (pen.) - Tavares 103' (pen.) | Estádio: Estádio Conde Dias Garcia Árbitro: Marco Cruz |  |

| 15 outubro 2022 | Mafra (2)                                       | 4–2 (pro.) | (1) Marítimo             | Mafra                                                     |  |
| 15:00           | - Rodrigues 42' - Murilo 90', 115' - Lucas 111' | Relatório  | - Mendes 21' - Xadas 59' | Estádio: Estádio Municipal de Mafra Árbitro: Nuno Almeida |  |

| 15 outubro 2022 | Trofense (2) | 0–1       | (1) Famalicão   | Trofa                                              |  |
| 15:00           |              | Relatório | - Rodríguez 69' | Estádio: Estádio do CD Trofense Árbitro: Rui Costa |  |

| 15 outubro 2022 | Canelas 2010 (3) | 1–3       | (1) Vitória de Guimarães               | Canelas                                              |  |
| 15:00           | - Samu 45'       | Relatório | - André 22' (pen.) - Johnston 26', 39' | Estádio: Estádio de Canelas Árbitro: Hélder Malheiro |  |

| 15 outubro 2022 | Serpa (CP) | 0–3       | (1) Gil Vicente                               | Serpa                                                        |  |
| 15:00           |            | Relatório | - Martins 15' (o.g.) - Alipour 30' - Arai 53' | Estádio: Parque Desportivo De Serpa Árbitro: Fábio Veríssimo |  |

| 15 outubro 2022 | Académico de Viseu (2) | 1–0       | (D) Oriental | Viseu                                            |  |
| 15:30           | - Quizera 5'           | Relatório |              | Estádio: Estádio do Fontelo Árbitro: João Afonso |  |

| 15 outubro 2022 | Imortal (CP) | 0–3       | (2) Farense                      | Albufeira                                               |  |
| 15:30           |              | Relatório | - Velásquez 6' - Matias 23', 26' | Estádio: Municipal de Albufeira Árbitro: Iancu Vasilica |  |

| 15 outubro 2022 | Penafiel (2)                                   | 3–3 (pro.) (1–2 pen.) | (1) Vizela                                | Penafiel                                                        |  |
| 15:30           | - Castanheira 4' - Silva 61' - Mølvadgaard 69' | Relatório             | - Bondoso 46' - Sarmiento 76' - Isaac 81' | Estádio: Estádio Municipal 25 de Abril Árbitro: Manuel Oliveira |  |

| 15 outubro 2022 | Tondela (2)                 | 2–0       | (1) Santa Clara | Tondela                                              |  |
| 20:00           | - Barbosa 38' - Fonseca 90' | Relatório |                 | Estádio: Estádio João Cardoso Árbitro: João Pinheiro |  |

| 15 outubro 2022                          | Caldas (3)      | 1–1 (pro.) (3–5 pen.)                                   | (1) Benfica | Caldas da Rainha                                |  |
| 20:45                                    | - Barreiras 74' | Relatório                                               | - Musa 53'  | Estádio: Campo da Mata Árbitro: Claúdio Pereira |  |
|                                          |                 | Penalidades                                             |             |                                                 |  |
| - Clemente - Simões - Borges - Rodrigues |                 | - Fernández - Ristić - Aursnes - Chiquinho - João Mário |             |                                                 |  |

| 16 outubro 2022 | Machico (CP)  | 1–0       | (1) Boavista | Machico                                                      |  |
| 15:00           | - Gouveia 45' | Relatório |              | Estádio: Estádio Municipal de Machico Árbitro: André Narciso |  |

| 16 outubro 2022 | Pêro Pinheiro (3)                                  | 4–0       | (D) Pombal | Sintra                                                       |  |
| 15:00           | - Lamas 4' (pen.), 20' - Hilário 64' - Mavengo 86' | Relatório |            | Estádio: Parque de Jogos Pardal Monteiro Árbitro: Rui Inácio |  |

| 16 outubro 2022 | Montalegre (3)         | 1–3       | (3) São João de Ver               | Montalegre                                                     |  |
| 15:00           | - Guimarães 16' (pen.) | Relatório | - Poulson 50' - Monteiro 63', 69' | Estádio: Estádio Dr. Diogo Alves Vaz Pereira Árbitro: Rui Lima |  |

| 16 outubro 2022 | Rabo de Peixe (CP)                 | 2–1       | (CP) Sertanense | Rabo de Peixe                                          |  |
| 15:00           | - Estrela 31' - Andrade 53' (pen.) | Relatório | - Ferreira 27'  | Estádio: Campo de Jogos Bom Jesus Árbitro: Fábio Nunes |  |

| 16 outubro 2022 | Dumiense (CP)             | 2–1       | (3) Real      | Braga                                               |  |
| 15:00           | - Silveira 71' - Rego 79' | Relatório | - Tavares 11' | Estádio: Campo Celestino Lobo Árbitro: João Casegas |  |

| 16 outubro 2022 | Bragança (CP) | 0–1 (pro.) | (CP) Pevidém | Bragança                                                                  |  |
| 15:00           |               | Relatório  | - Costa 97'  | Estádio: Estádio Municipal Eng.º José Luís Pinheiro Árbitro: Miguel Silva |  |

| 16 outubro 2022 | Länk Vilaverdense (3)    | 2–0       | (1) Portimonense | Vila Verde                                              |  |
| 15:00           | - Soares 30' - Filho 90' | Relatório |                  | Estádio: Campo Cruz do Reguengo Árbitro: Vitor Ferreira |  |

| 16 outubro 2022 | Oliveira do Hospital (3)                | 3–2 (pro.) | (1) Rio Ave               | Oliveira do Hospital                                   |  |
| 15:00           | - Batalha 67', 72' (pen.) - Daniel 114' | Relatório  | - Acevedo 25' - Gomes 76' | Estádio: Estádio Municipal Tábua Árbitro: Luís Godinho |  |

| 16 outubro 2022 | São Martinho (CP) | 0–2       | (1) Casa Pia               | São Martinho do Campo                                                      |  |
| 15:00           |                   | Relatório | - Martins 51' - Poloni 90' | Estádio: Campo Comendador Abílio Ferreira De Oliveira Árbitro: Manuel Mota |  |

| 16 outubro 2022 | Courense (D) | 0–6       | (CP) Camacha                                                        | Paredes de Coura                                       |  |
| 15:00           |              | Relatório | - Abreu 17' - Gomes 45' - Silva 53' - Vieira 61' - Andrade 81', 88' | Estádio: Campo Jogos Sc Courense Árbitro: Flávio Jesus |  |

| 16 outubro 2022 | Tirsense (CP) | 1–4       | (2) Leixões                                          | Santo Tirso                                                   |  |
| 15:00           | - Fontes 35'  | Relatório | - Morais 37' - Silva 62' - Araújo 74' - Oliveira 82' | Estádio: Estádio Abel Alves de Figueiredo Árbitro: João Pinho |  |

| 16 outubro 2022 | Valadares Gaia (CP)                                  | 3–2 (pro.) | (1) Chaves                | Valadares                                                        |  |
| 15:00           | - Joseph 84' - F. Junior 90' - P. Junior 112' (pen.) | Relatório  | - Vitória 34' - Guima 90' | Estádio: Complexo Desportivo Valadares Árbitro: Ricardo Baixinho |  |

| 16 outubro 2022 | Vianense (CP) | 1–2       | (CP) Beira-Mar             | Viana do Castelo                                                 |  |
| 15:00           | - Silva 37'   | Relatório | - Santiago 79' (pen.), 82' | Estádio: Estádio Municipal Manuela Machado Árbitro: Pedro Vieira |  |

| 16 outubro 2022 | Vitória de Setúbal (3)  | 2–0       | (1) Paços de Ferreira | Setúbal                                           |  |
| 15:00           | - Varela 46' - Sene 71' | Relatório |                       | Estádio: Estádio do Bonfim Árbitro: Carlos Macedo |  |

| 16 outubro 2022 | Felgueiras (3)  | 1–2       | (1) Braga                      | Felgueiras                                                    |  |
| 17:00           | - Rodrigues 64' | Relatório | - Rodrigues 61' - Oliveira 89' | Estádio: Estádio Dr. Machado de Matos Árbitro: João Gonçalves |  |

| 16 outubro 2022 | Varzim (3)  | 1–0       | (1) Sporting | Barcelos                                                 |  |
| 19:00           | - Faria 70' | Relatório |              | Estádio: Estádio Cidade de Barcelos Árbitro: Bruno Costa |  |

| 16 outubro 2022 | Anadia (3) | 0–6       | (1) Porto                                                                | Anadia                                                                                   |  |
| 20:45           |            | Relatório | - Loader 6' - Veron 11' - Martínez 31', 86' - Cardoso 50' - B. Costa 90' | Estádio: Estádio Municipal Engenheiro Sílvio Henriques Cerveira Árbitro: Miguel Nogueira |  |

## 4.ª Eliminatória
Um total de 32 equipas participaram no sorteio da 4.ª eliminatória, realizado em 18 de outubro de 2022.
| I Liga  | II Liga | Liga 3 | Campeonato de Portugal | Distritais | Total    |
| ------- | ------- | ------ | ---------------------- | ---------- | -------- |
| 10 / 18 | 8 / 16  | 6 / 21 | 8 / 54                 | 0 / 43     | 32 / 154 |

| 8 novembro 2022 | Länk Vilaverdense (3)                                                            | 7–0       | (3) Oliveira do Hospital | Vila Verde                                              |  |
| 14:00           | - Monteiro 4', 37' - Silva 9' - Morais 33' - Filho 43' - Fati 85' - Teixeira 90' | Relatório |                          | Estádio: Campo Cruz do Reguengo Árbitro: Pedro Ferreira |  |

| 8 novembro 2022 | Gil Vicente (1) | 1–4       | (1) Arouca                            | Barcelos                                                     |  |
| 18:45           | - Carvalho 17'  | Relatório | - Mújica 6', 38', 58' - Velázquez 45' | Estádio: Estádio Cidade de Barcelos Árbitro: Gustavo Correia |  |

| 8 novembro 2022 | Varzim (3)    | 1–0       | (3) São João de Ver | Póvoa de Varzim                                 |  |
| 19:00           | - Quivira 41' | Relatório |                     | Estádio: Estádio do Varzim Árbitro: Tiago Neves |  |

| 8 novembro 2022 | Mafra (2) | 0–3       | (1) Porto                                 | Mafra                                                        |  |
| 20:45           |           | Relatório | - Marcano 7' - Eustáquio 38' - Galeno 73' | Estádio: Estádio Municipal de Mafra Árbitro: Hélder Malheiro |  |

| 9 novembro 2022 | Académico de Viseu (2)                 | 3–0       | (CP) Camacha | Viseu                                               |  |
| 11:00           | - Almeida 11' - Bruno 17' - Labila 86' | Relatório |              | Estádio: Estádio do Fontelo Árbitro: João Gonçalves |  |

| 9 novembro 2022 | Pêro Pinheiro (CP) | 1–4       | (3) Vitória de Setúbal            | Sintra                                                       |  |
| 14:30           | - Mavengo 58'      | Relatório | - Varela 44', 45', 80' - Lima 90' | Estádio: Parque de Jogos Pardal Monteiro Árbitro: João Pinto |  |

| 9 novembro 2022 | Nacional (2)      | 1–0       | (2) Tondela | Funchal                                          |  |
| 15:00           | - Dudu 74' (pen.) | Relatório |             | Estádio: Estádio da Madeira Árbitro: Manuel Mota |  |

| 9 novembro 2022 | Famalicão (1)                                    | 4–1       | (CP) Dumiense | Vila Nova de Famalicão                                          |  |
| 15:00           | - Cádiz 19', 28' - Youssouf 45' - Colombatto 48' | Relatório | - Martins 66' | Estádio: Estádio Municipal 22 de Junho Árbitro: Manuel Oliveira |  |

| 9 novembro 2022 | Leixões (2)                       | 3–1       | (2) Farense  | Matosinhos                                     |  |
| 15:00           | - Oliveira 30' - Valente 33', 52' | Relatório | - Falcão 83' | Estádio: Estádio do Mar Árbitro: Carlos Macedo |  |

| 9 novembro 2022 | Rabo de Peixe (CP)         | 2–0       | (3) Sanjoanense | Rabo de Peixe                                              |  |
| 16:00           | - Reis 40' - Benevides 90' | Relatório |                 | Estádio: Campo de Jogos Bom Jesus Árbitro: Antônio Moreira |  |

| 9 novembro 2022 | Beira-Mar (CP)                            | 3–2       | (CP) Pevidém               | Aveiro                                                        |  |
| 16:00           | - Carlitos 51' - Vieira 57' - Fonseca 90' | Relatório | - Alves 41' - Monteiro 70' | Estádio: Estádio Municipal de Aveiro Árbitro: João Bernardino |  |

| 9 novembro 2022 | Casa Pia (1)                 | 2–0       | (CP) Valadares Gaia | Lisboa                                               |  |
| 17:45           | - Martins 25' - Anderson 30' | Relatório |                     | Estádio: Estádio Pina Manique Árbitro: André Narciso |  |

| 9 novembro 2022 | Vitória de Guimarães (1)                 | 2–1 (pro.) | (1) Vizela | Guimarães                                                     |  |
| 18:45           | - Wilson 30' (a.g.) - Safira 100' (pen.) | Relatório  | - Zohi 81' | Estádio: Estádio D. Afonso Henriques Árbitro: Claudio Pereira |  |

| 9 novembro 2022 | Estoril (1) | 0–1       | (1) Benfica | Estoril                                                           |  |
| 20:45           |             | Relatório | - Neres 66' | Estádio: Estádio António Coimbra da Mota Árbitro: Fábio Veríssimo |  |

| 10 novembro 2022 | B-SAD (2)                                                 | 4–0       | (CP) Machico | Oeiras                                             |  |
| 11:00            | - Jefferson 2' - Lopes 17' - Coxixo 23' (pen.) - Boni 55' | Relatório |              | Estádio: Estádio Nacional Árbitro: Hélder Carvalho |  |

| 10 novembro 2022 | Braga (1)                | 2–1       | (2) Moreirense | Braga                                                   |  |
| 19:45            | - Horta 14' - Lainez 88' | Relatório | - Platiny 29'  | Estádio: Estádio Municipal de Braga Árbitro: Artur Dias |  |

## Oitavos de final
Um total de 16 equipas participou no sorteio dos oitavos de final, realizado em 14 de novembro de 2022. Neste sorteio foi efectuado o emparelhamento dos jogos dos quartos de final de meias finais. Rabo de Peixe e Beira-Mar, do Campeonato de Portugal, foram as equipas do escalão mais baixo representadas neste sorteio.
| I Liga | II Liga | Liga 3 | Campeonato de Portugal | Distritais | Total    |
| ------ | ------- | ------ | ---------------------- | ---------- | -------- |
| 7 / 18 | 4 / 16  | 3 / 21 | 2 / 54                 | 0 / 43     | 16 / 154 |

| 10 janeiro 2023 | Leixões (2)           | 1–2 (pro.) | (1) Famalicão              | Matosinhos                                        |  |
| 18:45           | - Thalis 90+8' (pen.) | Relatório  | - Penetra 77' - Cádiz 108' | Estádio: Estádio do Mar Árbitro: Ricardo Baixinho |  |

| 10 janeiro 2023 | Varzim (3) | 0–2       | (1) Benfica                   | Póvoa de Varzim                                     |  |
| 20:45           |            | Relatório | - Grimaldo 4' - Fernández 78' | Estádio: Estádio do Varzim Árbitro: Manuel Oliveira |  |

| 11 janeiro 2023 | Länk Vilaverdense (3) | 1–4       | (2) B-SAD                                                     | Vila Verde                                               |  |
| 14:00           | - Kikas 66' (o.g.)    | Relatório | - Lopes 1' - Jefferson 20' - Kikas 78' (pen.) - Pacheco 90+5' | Estádio: Campo Cruz do Reguengo Árbitro: Fábio Veríssimo |  |

| 11 janeiro 2023 | Nacional (2) | 1–0       | (CP) Rabo de Peixe | Funchal                                              |  |
| 17:30           | - Gomes 26'  | Relatório |                    | Estádio: Estádio da Madeira Árbitro: Cláudio Pereira |  |

| 11 janeiro 2023 | Braga (1)                      | 3–2       | (1) Vitória de Guimarães     | Braga                                                          |  |
| 18:45           | - Ruiz 80', 85' - Oliveira 83' | Relatório | - Silva 16' - Anderson 45+6' | Estádio: Estádio Municipal de Braga Árbitro: Artur Soares Dias |  |

| 11 janeiro 2023 | Académico de Viseu (2)     | 2–0       | (CP) Beira-Mar | Viseu                                              |  |
| 20:15           | - Yuri 43' - Quizera 90+5' | Relatório |                | Estádio: Estádio do Fontelo Árbitro: Carlos Macedo |  |

| 11 janeiro 2023 | Porto (1)                               | 4–0       | (1) Arouca | Porto                                              |  |
| 20:45           | - Galeno 31' - Martínez 54', 57', 90+3' | Relatório |            | Estádio: Estádio do Dragão Árbitro: João Gonçalves |  |

| 12 janeiro 2023 | Vitória de Setúbal (3) | 0–1       | (1) Casa Pia | Setúbal                                           |  |
| 19:45           |                        | Relatório | - Eteki 3'   | Estádio: Estádio do Bonfim Árbitro: António Nobre |  |

## Quartos de final
O emparelhamento dos jogos dos quartos de final havia sido feito aquando do sorteio dos jogos dos oitavos de final.
| I Liga | II Liga | Liga 3 | Campeonato de Portugal | Distritais | Total   |
| ------ | ------- | ------ | ---------------------- | ---------- | ------- |
| 5 / 18 | 3 / 16  | 0 / 21 | 0 / 54                 | 0 / 43     | 8 / 154 |

| 8 fevereiro 2023 | Famalicão (1)                            | 4–1       | (2) B-SAD      | Vila Nova de Famalicão                                         |  |
| 18:45            | - Dobre 37' - Cádiz 57', 59' - Jaime 68' | Relatório | - Oliveira 65' | Estádio: Estádio Municipal 22 de Junho Árbitro: João Gonçalves |  |

| 8 fevereiro 2023 | Académico de Viseu (2) | 0–1       | (1) Porto    | Viseu                                                |  |
| 20:45            |                        | Relatório | - Franco 50' | Estádio: Estádio do Fontelo Árbitro: Gustavo Correia |  |

| 9 fevereiro 2023 | Casa Pia (1)            | 2–5 (pro.) | (2) Nacional                                                          | Lisboa                                                 |  |
| 18:30            | - Pinto 53' - Nunes 80' | Relatório  | - Esteves 44', 46' - Danilović 94' (pen.) - Gomes 105+3' - Silva 108' | Estádio: Estádio Pina Manique Árbitro: Miguel Nogueira |  |

| 9 fevereiro 2023                                    | Braga (1)        | 1–1 (pro.) (5–4 pen.)                                   | (1) Benfica  | Braga                                                      |  |
| 20:30                                               | - Al-Musrati 36' | Relatório                                               | - Guedes 15' | Estádio: Estádio Municipal de Braga Árbitro: Tiago Martins |  |
|                                                     |                  | Penalidades                                             |              |                                                            |  |
| - R. Horta - Djaló - Castro - Oliveira - Al-Musrati |                  | - João Mário - Otamendi - A. Silva - Aursnes - Grimaldo |              |                                                            |  |

## Meias finais
O emparelhamento dos jogos das meias fianis havia sido feito aquando do sorteio dos jogos dos oitavos de final. A eliminatória foi disputada a duas mãos à semelhança das edições mais recentes.
| I Liga | II Liga | Liga 3 | Campeonato de Portugal | Distritais | Total   |
| ------ | ------- | ------ | ---------------------- | ---------- | ------- |
| 3 / 18 | 1 / 16  | 0 / 21 | 0 / 54                 | 0 / 43     | 4 / 154 |

| 12 abril 2023 | Nacional (2) | 0–5       | (1) Braga                                                   | Funchal                                              |  |
| 19:30         |              | Relatório | - Račić 25' 53' (pen.) - Pizzi 43' - Banza 76' (pen.) 90+1' | Estádio: Estádio da Madeira Árbitro: Cláudio Pereira |  |

| 25 abril 2023 | Braga (1)                      | 2–2       | (2) Nacional                      | Braga                                                       |  |
| 19:30         | - Račić 33' (pen.) - Gomes 48' | Relatório | - Clayton 72' - Dudu 90+2' (pen.) | Estádio: Estádio Municipal de Braga Árbitro: João Gonçalves |  |

O Braga venceu por 7–2 no total.
| 26 abril 2023 | Famalicão (1) | 1–2       | (1) Porto                    | Vila Nova de Famalicão                                          |  |
| 20:30         | - Penetra 37' | Relatório | - Marcano 16' - Martínez 63' | Estádio: Estádio Municipal 22 de Junho Árbitro: Gustavo Correia |  |

| 4 maio 2023 | Porto (1)                                              | 3–2 (pro.) | (1) Famalicão           | Porto                                           |  |
| 20:30       | - Galeno 28' (pen.) - Otávio 120+1' - Evanilson 120+5' | Relatório  | - Cádiz 21' - Jaime 75' | Estádio: Estádio do Dragão Árbitro: Manuel Mota |  |

O Porto venceu por 5–3 no total.

## Final
| 4 junho 2023 | Braga | 0–2       | Porto                              | Estádio Nacional do Jamor, Oeiras      |
| 17:15        |       | relatório | - A. Horta 53' (a.g.) - Otávio 81' | Público: 35,000 Árbitro: João Pinheiro |

## Esquema
Apenas para viusalização, já que os emparelhamentos foram decididos ronda a ronda, com excepção das meias finais que foram deicidas aquando do sorteio dos quartos de final.
|  | Oitavos de final     | Oitavos de final     | Oitavos de final     | Oitavos de final |                        |                    | Quartos de final   | Quartos de final | Quartos de final | Quartos de final |  |  | Meias finais | Meias finais | Meias finais | Meias finais |  |  | Final | Final | Final | Final |
|  |                      |                      |                      |                  |                        |                    |                    |                  |                  |                  |  |  |              |              |              |              |  |  |       |       |       |       |
|  | 12 Janeiro 2023      |                      |                      |                  |                        |                    |                    |                  |                  |                  |  |  |              |              |              |              |  |  |       |       |       |       |
|  |                      |                      |                      |                  |                        |                    |                    |                  |                  |                  |  |  |              |              |              |              |  |  |       |       |       |       |
|  | Vitória de Setúbal   | Vitória de Setúbal   | Vitória de Setúbal   | 0                |                        |                    |                    |                  |                  |                  |  |  |              |              |              |              |  |  |       |       |       |       |
|  | Vitória de Setúbal   | Vitória de Setúbal   | Vitória de Setúbal   | 0                | 9 fevereiro 2023       |                    |                    |                  |                  |                  |  |  |              |              |              |              |  |  |       |       |       |       |
|  | Casa Pia             | Casa Pia             | Casa Pia             | 1                |                        |                    |                    |                  |                  |                  |  |  |              |              |              |              |  |  |       |       |       |       |
|  | Casa Pia             | Casa Pia             | Casa Pia             | 1                | Casa Pia               | Casa Pia           | Casa Pia           | 2                |                  |                  |  |  |              |              |              |              |  |  |       |       |       |       |
|  | 11 Janeiro 2023      |                      |                      |                  | Casa Pia               | Casa Pia           | Casa Pia           | 2                |                  |                  |  |  |              |              |              |              |  |  |       |       |       |       |
|  |                      | Nacional (a.p.)      | Nacional (a.p.)      | Nacional (a.p.)  | 5                      |                    |                    |                  |                  |                  |  |  |              |              |              |              |  |  |       |       |       |       |
|  | Nacional             | Nacional             | Nacional             | Nacional (a.p.)  | 5                      | 1                  |                    |                  |                  |                  |  |  |              |              |              |              |  |  |       |       |       |       |
|  | Nacional             | Nacional             | Nacional             |                  | 12 e 25 aril 2023      | 1                  |                    |                  |                  |                  |  |  |              |              |              |              |  |  |       |       |       |       |
|  | Rabo de Peixe        | Rabo de Peixe        | Rabo de Peixe        | 0                |                        |                    |                    |                  |                  |                  |  |  |              |              |              |              |  |  |       |       |       |       |
|  | Rabo de Peixe        | Rabo de Peixe        | Rabo de Peixe        | 0                | Nacional               | 0                  | 2                  | 2                |                  |                  |  |  |              |              |              |              |  |  |       |       |       |       |
|  | 11 Janeiro 2023      |                      |                      |                  | Nacional               | 0                  | 2                  | 2                |                  |                  |  |  |              |              |              |              |  |  |       |       |       |       |
|  |                      | Braga                | 5                    | 2                | 7                      |                    |                    |                  |                  |                  |  |  |              |              |              |              |  |  |       |       |       |       |
|  | Braga                | Braga                | Braga                | 2                | 7                      | 3                  |                    |                  |                  |                  |  |  |              |              |              |              |  |  |       |       |       |       |
|  | Braga                | Braga                | Braga                | 9 fevereiro 2023 |                        | 3                  |                    |                  |                  |                  |  |  |              |              |              |              |  |  |       |       |       |       |
|  | Vitória de Guimarães | Vitória de Guimarães | Vitória de Guimarães | 2                |                        |                    |                    |                  |                  |                  |  |  |              |              |              |              |  |  |       |       |       |       |
|  | Vitória de Guimarães | Vitória de Guimarães | Vitória de Guimarães | 2                | Braga (g.p.)           | Braga (g.p.)       | Braga (g.p.)       | 1 (5)            |                  |                  |  |  |              |              |              |              |  |  |       |       |       |       |
|  | 10 Janeiro 2023      |                      |                      |                  | Braga (g.p.)           | Braga (g.p.)       | Braga (g.p.)       | 1 (5)            |                  |                  |  |  |              |              |              |              |  |  |       |       |       |       |
|  |                      | Benfica              | Benfica              | Benfica          | 1 (4)                  |                    |                    |                  |                  |                  |  |  |              |              |              |              |  |  |       |       |       |       |
|  | Varzim               | Varzim               | Varzim               | Benfica          | 1 (4)                  | 0                  |                    |                  |                  |                  |  |  |              |              |              |              |  |  |       |       |       |       |
|  | Varzim               | Varzim               | Varzim               |                  | 4 junho 2023           | 0                  |                    |                  |                  |                  |  |  |              |              |              |              |  |  |       |       |       |       |
|  | Benfica              | Benfica              | Benfica              | 2                |                        |                    |                    |                  |                  |                  |  |  |              |              |              |              |  |  |       |       |       |       |
|  | Benfica              | Benfica              | Benfica              | 2                | Braga                  | Braga              | Braga              | 0                |                  |                  |  |  |              |              |              |              |  |  |       |       |       |       |
|  | 10 Janeiro 2023      |                      |                      |                  | Braga                  | Braga              | Braga              | 0                |                  |                  |  |  |              |              |              |              |  |  |       |       |       |       |
|  |                      | Porto                | Porto                | Porto            | 2                      |                    |                    |                  |                  |                  |  |  |              |              |              |              |  |  |       |       |       |       |
|  | Leixões              | Leixões              | Leixões              | Porto            | 2                      | 1                  |                    |                  |                  |                  |  |  |              |              |              |              |  |  |       |       |       |       |
|  | Leixões              | Leixões              | Leixões              | 8 fevereiro 2023 |                        | 1                  |                    |                  |                  |                  |  |  |              |              |              |              |  |  |       |       |       |       |
|  | Famalicão (a.p.)     | Famalicão (a.p.)     | Famalicão (a.p.)     | 2                |                        |                    |                    |                  |                  |                  |  |  |              |              |              |              |  |  |       |       |       |       |
|  | Famalicão (a.p.)     | Famalicão (a.p.)     | Famalicão (a.p.)     | 2                | Famalicão              | Famalicão          | Famalicão          | 4                |                  |                  |  |  |              |              |              |              |  |  |       |       |       |       |
|  | 11 Janeiro 2023      |                      |                      |                  | Famalicão              | Famalicão          | Famalicão          | 4                |                  |                  |  |  |              |              |              |              |  |  |       |       |       |       |
|  |                      | B-SAD                | B-SAD                | B-SAD            | 1                      |                    |                    |                  |                  |                  |  |  |              |              |              |              |  |  |       |       |       |       |
|  | Länk Vilaverdense    | Länk Vilaverdense    | Länk Vilaverdense    | B-SAD            | 1                      | 1                  |                    |                  |                  |                  |  |  |              |              |              |              |  |  |       |       |       |       |
|  | Länk Vilaverdense    | Länk Vilaverdense    | Länk Vilaverdense    |                  | 26 abril e 4 maio 2023 | 1                  |                    |                  |                  |                  |  |  |              |              |              |              |  |  |       |       |       |       |
|  | B-SAD                | B-SAD                | B-SAD                | 4                |                        |                    |                    |                  |                  |                  |  |  |              |              |              |              |  |  |       |       |       |       |
|  | B-SAD                | B-SAD                | B-SAD                | 4                | Famalicão              | 1                  | 2                  | 3                |                  |                  |  |  |              |              |              |              |  |  |       |       |       |       |
|  | 11 Janeiro 2023      |                      |                      |                  | Famalicão              | 1                  | 2                  | 3                |                  |                  |  |  |              |              |              |              |  |  |       |       |       |       |
|  |                      | Porto (a.p.)         | 2                    | 3                | 5                      |                    |                    |                  |                  |                  |  |  |              |              |              |              |  |  |       |       |       |       |
|  | Académico de Viseu   | Académico de Viseu   | Académico de Viseu   | 3                | 5                      | 2                  |                    |                  |                  |                  |  |  |              |              |              |              |  |  |       |       |       |       |
|  | Académico de Viseu   | Académico de Viseu   | Académico de Viseu   | 8 fevereiro 2023 |                        | 2                  |                    |                  |                  |                  |  |  |              |              |              |              |  |  |       |       |       |       |
|  | Beira-Mar            | Beira-Mar            | Beira-Mar            | 0                |                        |                    |                    |                  |                  |                  |  |  |              |              |              |              |  |  |       |       |       |       |
|  | Beira-Mar            | Beira-Mar            | Beira-Mar            | 0                | Académico de Viseu     | Académico de Viseu | Académico de Viseu | 0                |                  |                  |  |  |              |              |              |              |  |  |       |       |       |       |
|  | 11 Janeiro 2023      |                      |                      |                  | Académico de Viseu     | Académico de Viseu | Académico de Viseu | 0                |                  |                  |  |  |              |              |              |              |  |  |       |       |       |       |
|  |                      | Porto                | Porto                | Porto            | 1                      |                    |                    |                  |                  |                  |  |  |              |              |              |              |  |  |       |       |       |       |
|  | Porto                | Porto                | Porto                | Porto            | 1                      | 4                  |                    |                  |                  |                  |  |  |              |              |              |              |  |  |       |       |       |       |
|  | Porto                | Porto                | Porto                |                  |                        |                    |                    |                  |                  |                  |  |  |              |              |              |              |  |  |       |       |       |       |
|  | Arouca               | Arouca               | Arouca               | 0                |                        |                    |                    |                  |                  |                  |  |  |              |              |              |              |  |  |       |       |       |       |
|  | Arouca               | Arouca               | Arouca               | 0                |                        |                    |                    |                  |                  |                  |  |  |              |              |              |              |  |  |       |       |       |       |

## Melhores marcadores
| Pos | Jogador          | Clube              | Golos [carece de fontes?] |
| --- | ---------------- | ------------------ | ------------------------- |
| 1   | Tamble Monteiro  | São João de Ver    | 6                         |
| 1   | Toni Martínez    | Porto              | 6                         |
| 1   | Jhonder Cádiz    | Famalicão          | 6                         |
| 4   | Marcelo Santiago | Beira-Mar          | 5                         |
| 4   | João Victor      | Dumiense           | 5                         |
| 4   | Diogo Lamas      | Pêro Pinheiro      | 5                         |
| 4   | José Varela      | Vitória de Setúbal | 5                         |
| 8   | Tiago Lopes      | B-SAD              | 4                         |